# Rijnkade (Arnhem)
De Rijnkade is een straat en kade in het centrum van de Nederlandse stad Arnhem gelegen aan de rivier de Rijn. De Rijnkade loopt tussen de John Frostbrug en de Nelson Mandelabrug. De kade biedt horeca met terrassen tijdens de zomermaanden en als herinneringsplek van de Slag om Arnhem. 
De Rijnkade biedt plaats aan verschillende evenementen. Jaarlijkse evenementen zoals The Bridge to Liberation en Sinterklaas vinden op de Rijnkade plaats. Aan de Rijnkade, tegenover de John Frostbrug, ligt het informatiecentrum Slag om Arnhem. De exploitatie en inrichting is verzorgd door het Airborne Museum. Het Jacob Groenewoudplantsoen is het herdenkingsplein rond de Slag om Arnhem bij de Rijnkade. In 2017 werd het verzetsmonument opnieuw vormgegeven en herplaats aan de Rijnkade in het Jacob Groenewoudplantsoen.
Aan de Rijnkade zijn twee rijksmonumenten gelegen, te weten op de nummers 3 en tegenover 28. Het eerste is een oorspronkelijk halfvrijstaand herenhuis dat in de periode rond 1860 gebouwd is. Het tweede rijksmonument is een voormalig spuisluis van het type duikersluis. Deze is gebouwd in de tweede helft 19e eeuw. 

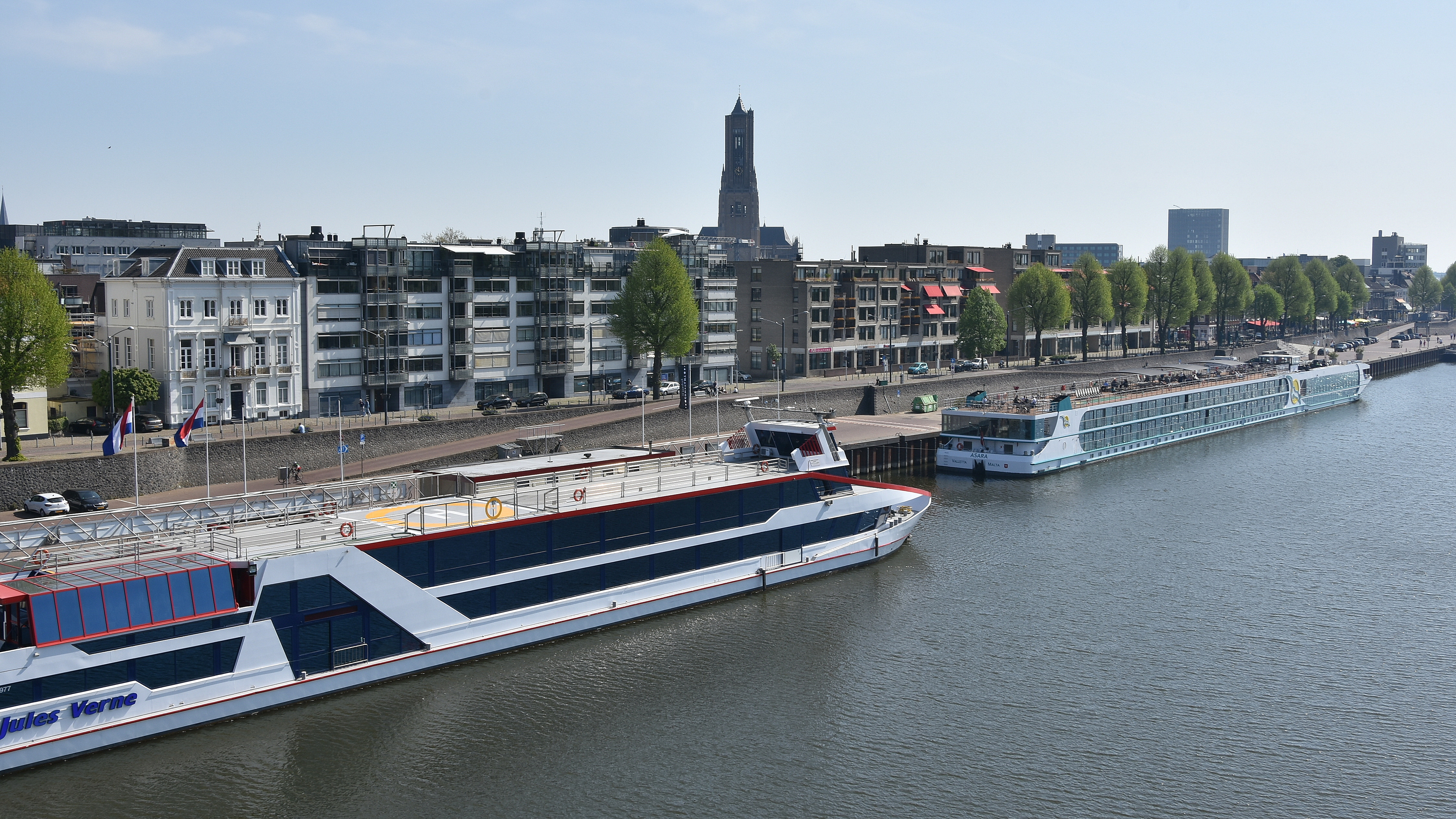
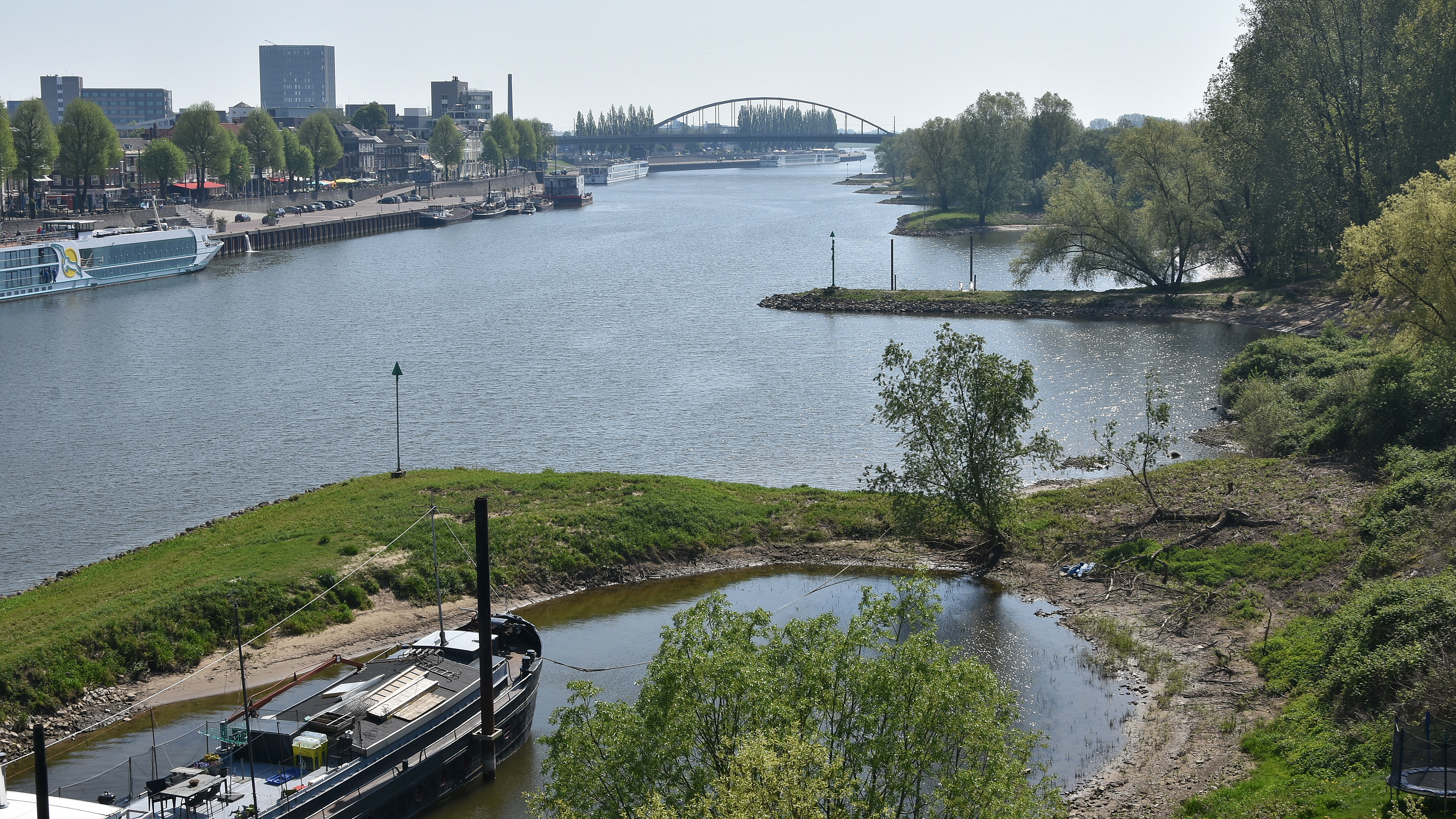
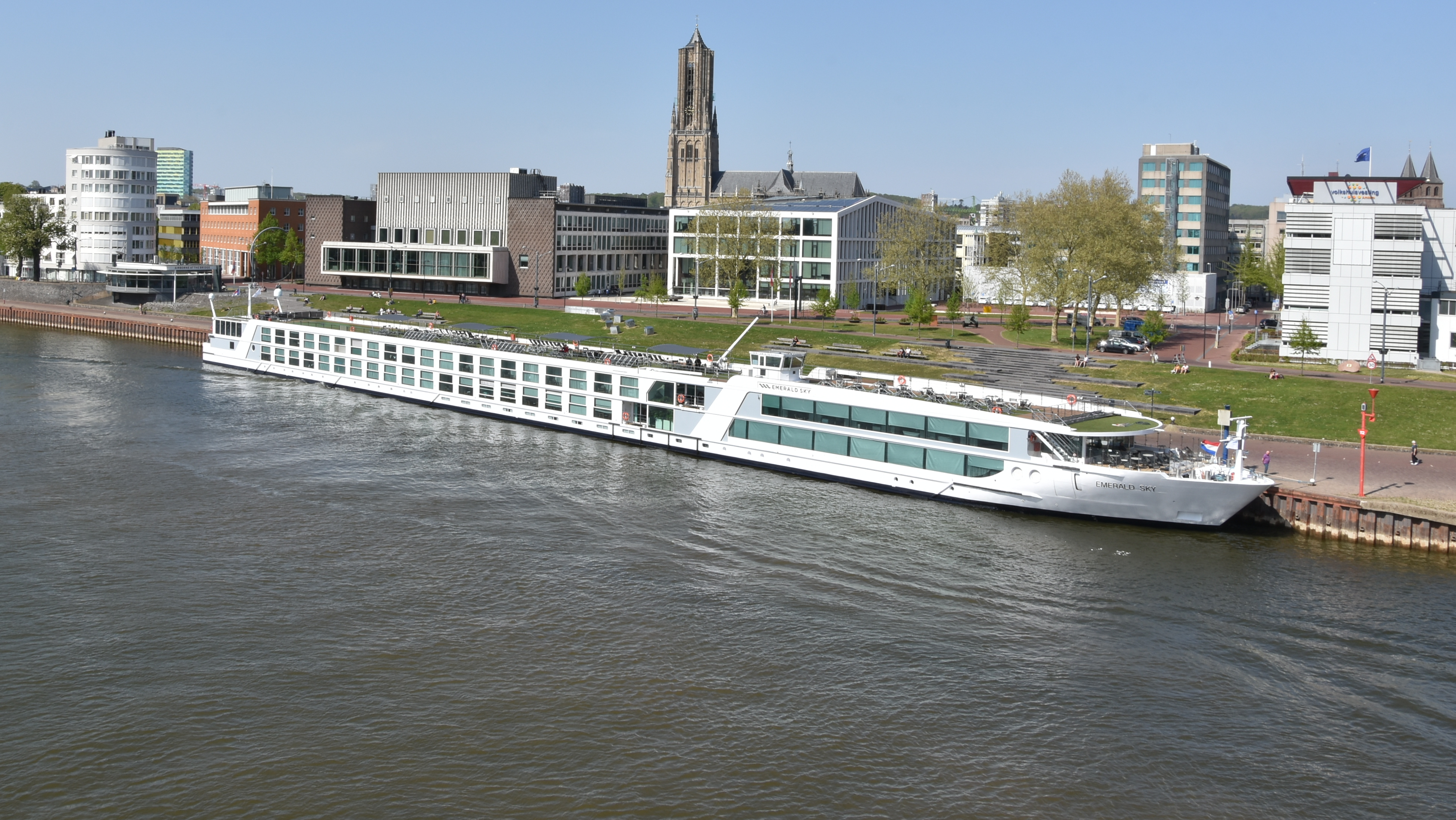
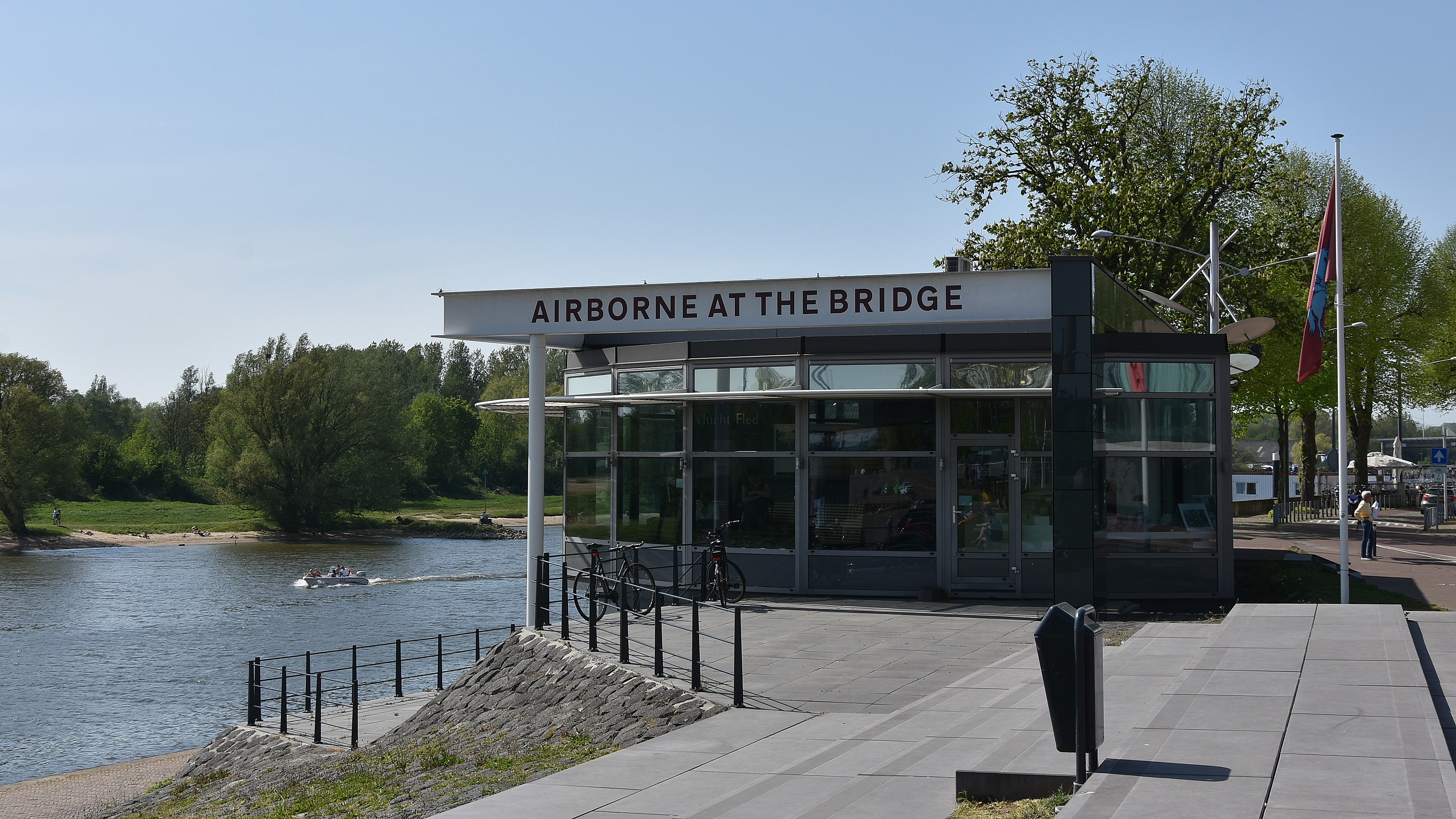